# Gómez Palacio
Gómez Palacio é um município do estado de Durango, no México.